# Unionicola fossulata
Unionicola fossulata är en kvalsterart som först beskrevs av Koenike 1895.  Unionicola fossulata ingår i släktet Unionicola och familjen Unionicolidae. Inga underarter finns listade i Catalogue of Life.